# Arctotherium
Arctotherium (від дав.-гр. ἄρκτος «ведмідь» та θηρίον «тварина») — викопний рід південноамериканських короткомордих ведмедів, що жили в плейстоцені., близько 2 млн—10 тис. років тому.
Пращури Arctotherium мігрували з Північної Америки до Південної під час великого Міжамериканського обміну, після утворення Панамського перешийка. Найближчі вимерлі родичі — північноамериканські короткоморді ведмеді Arctodus, з нині живих — очковий ведмідь.
Рід Arctotherium був описаний Г. Бурмейстер в 1879 році, а у 2008 був віднесений до підродини Tremarctinae, куди входять також Arctodus, очковий ведмідь і Plionarctos.
Дослідження плечової кістки A. angustidens з Буенос-Айресу дали оцінку ваги цього примірника 1588—1749 кг і довжини в повний зріст близько 3,4 м.
 A. angustidens  на 2011 рік є найбільшим відомим ведмежим і найбільшим відомим сухопутним хижим ссавцем.
На відміну від Arctodus, Arctotherium еволюціонували в бік зменшення розмірів і зниження спеціалізації на хижацтві. Це може пояснюватися конкуренцією з більш пізніми мігрантами, такими, як американські леви (Panthera leo atrox) і ягуари.
Всі перераховані великі хижаки, а також і шаблезубі кішки, зайняли спорожнілі на той час екологічні ніші сумчастих шаблезубих і деяких фороракосів.
Різні види сильно відрізнялися за розміром. З оціночною вагою від 1600 до 1750 кілограмів, A. angustidens був найбільшим відомим ведмедем. Пізніші види були значно меншими. A. tarijense досягла розміру сучасного білого ведмедя вагою від 200 до 400 кілограмів. A. wingei, вагою від 100 до 150 кілограмів, був розміром з очкового ведмедя.